# Spineda (Riese Pio X)
Spineda (Spinea in veneto) è una frazione di circa 1 000 abitanti del comune di Riese Pio X, da cui dista 5 Km, in provincia di Treviso. L'omonima parrocchia dipende dalla Diocesi di Treviso, Vicariato di Castello di Godego.

## Toponimo
Il nome deriverebbe dalla presenza di piante e arbusti spinosi in un territorio un tempo soggetto ad alluvioni del torrente Musone.

## Storia
Strettamente legata alle vicissitudini della pieve di Bessica di cui faceva parte dalla sua fondazione,  ci sono elementi che segnalano la presenza dell'attuale frazione di Spineda già nell'anno 1000. A quel tempo la comunità si ritrovava attorno alla chiesa dedicata a Santa Giustina di Padova, martire e alle proprietà dei Crociati di San Giovanni.
Spineda è una delle località interessate dalle vicende umane e storiche che si svolsero tra il XI secolo e il XIII secolo e dalle numerose proprietà che videro protagonisti i vari componenti della famiglia degli Ezzelini. Proprietà che furono certosinamente accertate, censite e documentate dopo la loro definitiva sconfitta avvenuta nel 1260.
Con la creazione dei comuni nel 1807 Spineda entra a far parte del territorio di Riese. 
Il 13 aprile 1945 il paese di Spineda venne incendiato e depredato da tedeschi e fascisti repubblichini della RSI, come rappresaglia dopo uno scontro con i partigiani avvenuto due giorni prima; gli abitanti vennero inoltre minacciati di morte e arrestati.

## Monumenti e luoghi d'interesse
- La  chiesa di Sant'Antonio abate, costruita intorno al 1500 era parte dell'antichissima pieve di Bessica che cessò di esistere nel 1813 con la creazione della nuova parrocchia di Spineda.

Sorge sulle rovine dell'antica cappella dedicata a Santa Giustina.Al suo interno ci sono dei dipinti databili ai secoli XVI-XVIII e un affresco del XIX secolo, raffigurante l'assunzione di Maria con i santi patroni della chiesa, di Giovan Battista Canal.
- La  chiesa dell'Assunzione di Maria (sec. XVIII-XIX).

## Fiere e manifestazioni
- Sagra paesana di S. Maria Ausiliatrice a maggio